# Conus fumigatus
Espèce
Statut de conservation UICN

 LC  : Préoccupation mineure
L'espèce Conus fumigatus est un mollusque gastéropode marin appartenant à la famille des Conidae.

## Répartition
Cette espèce se trouve dans le sud-est de la Méditerranée et en mer Rouge.

## Synonymes
- Conus blainvillei Kiener, 1845
- Conus cuneatus G.B.Sowerby II, 1873
- Conus excavatus G.B.Sowerby II, 1866
- Conus henoquei Bernardi, 1860
- Conus luctificus Reeve, 1848
- Conus pazii Bernardi, 1857
- Conus richardi Fenaux, 1942
- Rhizoconus fumigatus (Hwass in Bruguière, 1792)